# سنايبر غوست واريور كونتراكتس
سنايبر جوست واريور كونتراكتس (Sniper Ghost Warrior Contracts) هي لعبة فيديو تصويب تكتيكي طُوّرت ونُشِرت بواسطة سي آي غيمز، وهي الإصدار الخامسة من سلسلة سنايبر: غوست واريور، وتكملة للجزء الثالث سنايبر: غوست واريور 3. تم إصدار اللعبة في جميع أنحاء العالم في 22 نوفمبر 2019 لأنظمة مايكروسوفت ويندوز وبلاي ستيشن 4 وإكس بوكس ون. تلقت اللعبة مراجعات إيجابية إلى حد ما من النقاد، حيث وصفها بعض المراجعين بأنها تحسنت عن سابقيها. هناك تكملة بعنوان سنايبر غوست واريور كونتراكتس 2، ومن المقرر إصدارها في وقت ما من عام 2021.

## طريقة اللعب
على عكس سابقتها سنايبر: غوست واريور 3 ، تستخدم كونتراكتس طريقة لعب مبنية على قائمة من المهام، بدلاً من التركيز على تنسيق العالم المفتوح. تقدم اللعبة خمس خرائط كبيرة، مما يسمح للاعبين بإكمال ما مجموعه 25 مهمة بعقود مفتوحة.
تتميز اللعبة بشجرة مهارات، أعيد تصميمها من سنايبر: غوست واريور 3، والتي تحتوي على أربعة مستويات، والتي يمكن فتحها فئة تلو الأخرى عن طريق إنفاق الأموال. تتميز بـ «رموز العقد» الجديدة، والتي تأتي من الأهداف الرئيسية، و «رموز التحدي» التي يمكن الحصول عليها من خلال إنجاز تحديات إضافية، و«رموز إنتل» وهي مقتنيات أو مكافآت، كلها ضرورية للوصول إلى مستوى أعلى من المهارات وقوة الأسلحة والعتاد.

## الحبكة
أعلنت سيبيريا استقلالها بعد حرب مع روسيا ومنغوليا. يرتاب نيرغي كورشاتوف، رئيس وزراء سيبيريا، عندما يأمل الشعب في التوزيع الثروة بشكلا عادل، وسرعان ما يصبح حاكمًا استبداديًا في مواجهة الشعب وإساءة استخدام السلطة للحكومة الجديدة، يتم تشكيل معارضة مسلحة تسمى الذئاب السيبيرية. يتم إرسال قناص في سلسلة من المهام الخطرة بواسطة راع غامض، بعد إنهاء العديد من الأهداف الرئيسية، يصبح كورشاتوف هو الهدف الأخير في القائمة.

## التطوير والإصدار
طورت كونتراكتس بواسطة سي آي غيمز، وهي الخامسة في سلسلة سنايبر: جوست واريور. وهي تركز على العديد من صناديق الرمل الصغيرة بدلاً من خريطة العالم المفتوحة  بعد أن اعترف الرئيس التنفيذي لشركة سي آي غيمز ماريك تيمينسكي «بالخطأ الكبير» في مطاردة تصنيف AAA مع سنايبر: غوست واريور 3. تم الإعلان عن اللعبة في أغسطس 2018، واستُقبلت بأول طريقة لعب لها خلال E3 2019.
تستخدم محرك ألعاب الفيديو كراي إنجن من كرايتيك، وهو نفس محرك سنايبر: غوست واريور 2 و سنايبر: غوست واريور 3.
تم إصدار سنايبر غوست واريور كونتراكتس في جميع أنحاء العالم لأنظمة مايكروسوفت ويندوز وبلاي ستيشن 4 وإكس بوكس ون في 22 نوفمبر 2019، عندما كانت اللعبة متاحة فقط في وضع اللاعب الفردي. تمت إضافة وضع تعدد اللاعبين لاحقًا إلى اللعبة في مارس 2020.

## الإستقبال
| استقبال |                                           |
| --- | ----------------------------------------- |
| مجموع النقاط المجموع نقاط ميتاكريتيك PC: 71/100 [ 14 ] PS4: 65/100 [ 15 ] XONE: 67/100 [ 16 ] نتائج المراجعة نشرة نقاط آي جي إن 7.3/10 [ 17 ] جو فيديو 15/20 [ 18 ] |                                           |
| مجموع النقاط |                                           |
| المجموع | نقاط                                      |
| ميتاكريتيك | - PC: 71/100 - PS4: 65/100 - XONE: 67/100 |
| نتائج المراجعة |                                           |
| نشرة | نقاط                                      |
| آي جي إن | 7.3/10                                    |
| جو فيديو | 15/20                                     |

تلقت سنايبر غوست واريور كونتراكتس مراجعات «مختلطة أو متوسطة»، وفقًا لمُجمع مراجعات ميتاكريتيك.

### المبيعات
تم بيع 250,000 نسخة من اللعبة اعتبارًا من يناير 2020 ، ومن المتوقع أن تشهد سي آي غيمز زيادة في رقم البيع ما بين 600,000-700,000 نسخة.

## روابط خارجية
- الموقع الرسمي